# Mohamed Diamé
Pour les articles homonymes, voir Diamé.
Mohamed Diamé, né le 14 juin 1987 à Créteil (France), est un footballeur international sénégalais qui évolue au poste de milieu de terrain.

## Carrière
Originaire du quartier du Mont-Mesly à Créteil en région parisienne, Mohamed Diamé commence logiquement sa carrière dans le club de sa ville natale, l'U.S. Créteil, avant d'intégrer le centre de préformation de l'I.N.F. Clairefontaine sous la direction de Francisco Filho. En 2003, Mohamed Diamé rejoint le RC Lens. Passé professionnel en 2006, un examen décèle une malformation cardiaque durant la préparation de la saison, et tout indique qu'il ne pourra pas disputer de matches au plus haut niveau. Il passe donc sa saison loin des terrains, et voit la fin de sa carrière approcher.
Mais en 2007, il signe au CD Linares, et après une saison disputée dans son intégralité, il rejoint le Rayo Vallecano, club de Segunda División. Auteur d'une année impressionnante avec le club promu, et passant à une dizaine de points de la montée, Diamé attire les convoitises de plusieurs clubs européens.
Début août 2009, il est transféré au Wigan Athletic Football Club, club de Premier League. Les Latics déboursent 3,8 millions d'euros pour s'attacher les services du Sénégalais et ceux d'Antonio Amaya, son coéquipier au Rayo. Toutefois, une semaine plus tard, le transfert est mis en attente, la visite médicale ayant décelé des problèmes cardiaques. Finalement, Diamé devient officiellement un joueur de Wigan le 21 août, et fait ses débuts un jour plus tard contre Manchester United (lourde défaite 5-0).
Laissé libre par Wigan à la fin de la saison 2011-12, il signe un contrat de trois ans avec West Ham. Le dernier jour du mercato estival 2014, il rejoint Hull City en compagnie d'Hatem Ben Arfa, Abel Hernandez et Gaston Ramirez.
Le 29 mai 2016, il marque le but qui remporte à Hull City la finale du play-off contre le Sheffield Wednesday. Ainsi, le club est promu à Premier League après une saison en D2. 
Le 3 août 2016, il s'engage pour trois ans avec Newcastle United.

### Sélection nationale
Diamé joue son premier match officiel avec le Sénégal contre le Cameroun le 26 mars 2010 à Dakar.

## Palmarès

### En club
Avec le Newcastle United, il est champion du Football League Championship (D2 anglaise) en 2017.